# Застава Зимбабвеа
Застава Зимбабвеа је усвојена 18. априла 1980. Застава се састоји од седам једнаких хоризонталних пруга чије боје носе симболично значење. На левој страни се налази бели троугао са птицом која је симбол историје ове државе јер је њена статуица нађена у ископинама ове земље. Црвена звезда испод ње је симбол борбе за ослобођење и мир.
Званично значење боја на застави је следеће:
- Зелена: рурални делови земље и пољопривреда
- Жута: богатство минерала у земљи
- Црвена: крв проливена у борби за слободу
- Црна: наслеђе аутохтоних Африканаца у Зимбабвеу
- Бела: мир

Ипак критичари тврде да су зелена-жута-црна-црвена комбинација пруга изведена из ЗАНУ партијске заставе и тако у ствари представљају симбол њихове контроле над земљом.